# Ácido paraaminosalicílico
El ácido paraaminosalicílico, comúnmente conocido por las iniciales PAS, es un medicamento que se ha utilizado para el tratamiento de la tuberculosis. Sin embargo su uso casi ha desaparecido debido a la aparición de cepas resistentes y la existencia de nuevos fármacos más eficaces. Es un derivado del ácido benzoico y ácido salicílico que posee acción bacteriostática específica sobre mycobacterium tuberculosis.  Es uno de los fármacos incluidos en la lista de medicamentos esenciales de la Organización Mundial de la Salud.

## Historia
El ácido paraaminosalicílico se comenzó a emplear como medicamento en 1948, fue el segundo fármaco descubierto eficaz en el tratamiento de la tuberculosis, después de la estreptomicina. Formó parte del tratamiento habitual de esta afección, hasta la aparición de la rifampicina y la pirazinamida.

## Fórmula
Químicamente es un derivado del ácido salicílico, pero se diferencia de este por contener un grupo amino.

Ácido benzoico
Ácido salicílico

## Indicaciones
Está indicado en combinación con otros fármacos en el tratamiento de la tuberculosis. La Agencia Europea de Medicamentos ha recomendado su empleo en pacientes adultos o niños que presenten tuberculosis multirresistente en los que no se puedan emplear otros fármacos por la existencia de resistencias o falta de tolerancia.

## Efectos secundarios
Como todos los medicamentos, puede presentar efectos secundarios, entre ellos molestias digestivas, toxicidad hepática e hipotiroidismo. 